# Армія Османської імперії
Армія Османської імперії — збройні сили Османської імперії, історія яких розглядається з моменту її заснування на початку XIV століття до утворення Турецької республіки 1923 року.

## Історія
Попередником Османської імперії була Сельджуцька імперія. У XIII столітті частину його армії складали раби-гулями, які були, як правило, взяті в полон у прикордонних володіннях Візантії чи серед кочівників Північного Причорномор'я. Іншу частину складали загони ікдишів (діти від змішаних шлюбів християн та мусульман) й загони християнських найманців. Основною ж частиною була тюркська кіннота. 1209 року, у зв'язку з початком монгольських завоювань, великі маси тюрків вирушили до Малої Азії. 1243 року сельджуцька армія була розгромлена під Кесе-дагом, а значна частина султанату підкорена монголами за 3 місяці. Згодом султани стали васалами ільханів улусу Хулагу. Династія сельджуків припинилась 1307 року. Осман I, спочатку правитель одного з бейліків, заснував нову династію і його нащадки у XIV столітті здійснили низку великих завоювань, поглинувши низку бейліків, завоювавши Фракію та Македонію, Сербію та Болгарію. Баязід I підкорив землі в Західній Анатолії, Караман і Сіваський султанат. 1402 року його було розгромлено Тимуром, який відновив самостійність бейліків, але невдовзі вони знову були підпорядковані османським султанам. За сина Баязіда Мехмеда I остаточно сформувалась система османських збройних сил.

## XIV–XIX століття

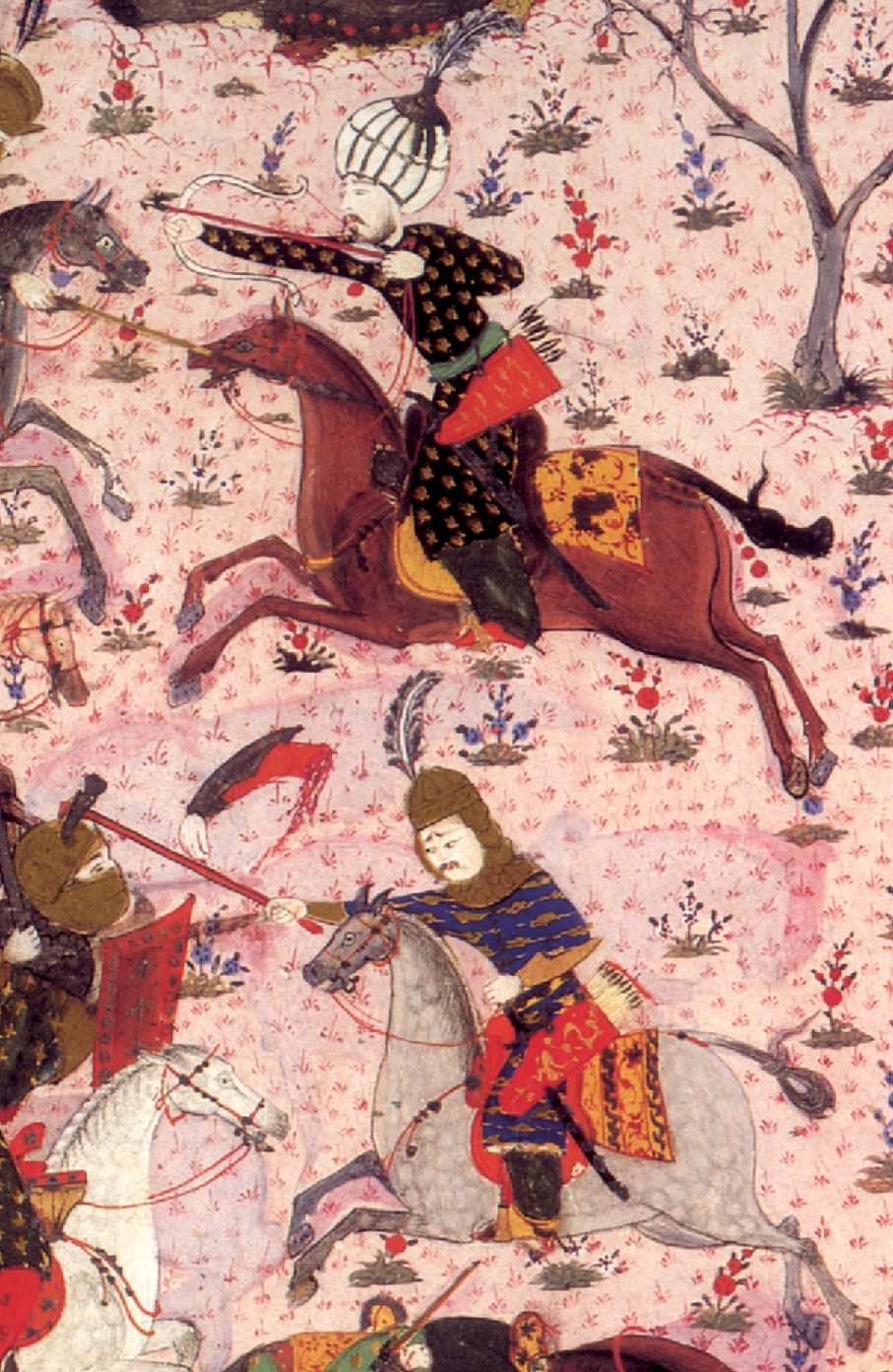
Акинджи, XVI століття

Султан і яничари, XVII століття

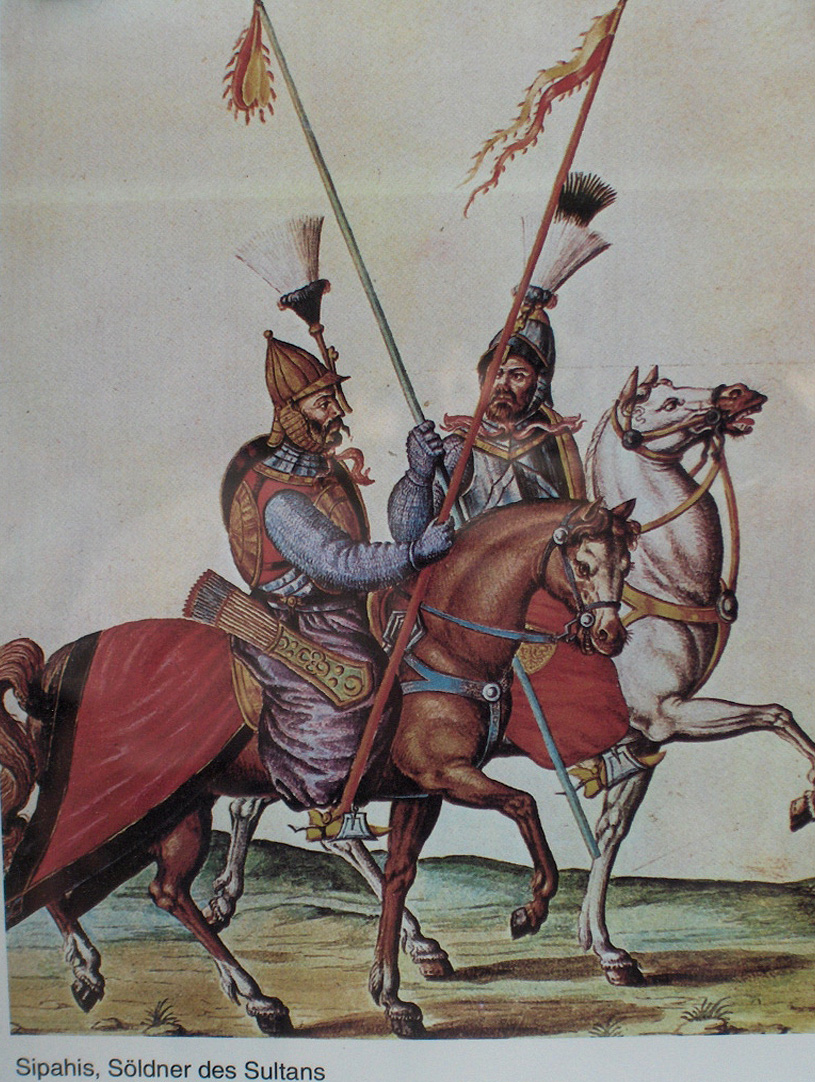
Сипахи, XVII століття

У XIV столітті склалась певна структура османської армії, яка зберігалась до першої третини XIX століття.
За Орхана були сформовані загони піхоти (яя чи піаде) й кінноти (мюселлем), що набирались із селян, які у мирний час займались землеробством та звільнялись від податків, а у військовий — мобілізувались та під час походів отримували платню. До першої чверті XV століття вони почали відігравати допоміжні функції. За нього також було засновано загін піхоти з 1000 рабів, навернених в іслам, що перебував на державному утриманні — яничари (єні чери — нове військо). Важливу роль спочатку відігравала легка кіннота тюркського типу — акинджи, але згодом вона відійшла на другий план.
Структура, що склалась у XIV столітті, поділялась за способом комплектування:
- військо капікули — основна маса збройних сил, яка утримувалась державою. Включало піхоту, кінноту, артилерію та флот;
- військо сераткули — допоміжне військо, що утримувалось на кошти провінційної влади, складалось із піхоти та кінноти;
- військо топракли — кіннота, сформована на базі військово-ленної системи;
- кіннота васальних провінцій, що сплачують данину.

### Військо капікули
До нього входили яничари, топчу, джебеджі, сакка, улуфелі-сіпахи й чауші.
Яничари весь час жили в казармах, отримували щоденну платню на їжу та спорядження, у вільний час займались військовою підготовкою — стрільбою з луку, а з початку XVI століття — з вогнепальної зброї. З середини XVI століття яничари стали особисто вільними, пізніше їм було дозволено одружуватись, попередня підготовка в корпусі аджемі-огланів стала необов'язковою, а до початку XVII століття вони отримали право припиняти службу. Все це негативно позначилось на їх боєздатності. Чисельність яничар спочатку становила 2—3 тисячі, за Мехмеда II (1451–1481) зросла до 12 тисяч, за Сулеймана I (1520–1566) — 20 тисяч, 1640 року — 35 тисяч, 1680 — 54 222, у другій половині XVIII століття — 113 400, а до завершення XVIII століття сягнула 200 тисяч чоловік.
Топчу були корпусом артилеристів. Одна їх частина займалась обслуговуванням та стрільбою з гармат, інша — їх виробництвом. 1574 року налічувалось 1099 чоловік топчу.
Джебеджі, як і яничари, формувались із аджемі-огланів. До їх завдань входило виробництво і ремонт вогнепальної та холодної зброї, спорядження, а також охорона складів, транспортування й охорона зброї під час походів. Їх кількість була відносно невеликою, 1571 року їх налічувалось 625 чоловік.
Сакка постачали війська водою. Вони були розподілені усіма ротами піхоти, воду возили конями у шкіряних мішках.
Улуфелі чи сипахи — кінна гвардія султана. У воєнний час вона охороняла султана, а у мирний — виконувала деякі адміністративні функції. У XVI столітті вона складалась із числа іч-огланів. 1640 року їх налічувалось 13 тисяч, наприкінці XVII — початку XVIII — 15 284 чоловіки.
Чауші — вершники, які виконували функції ад'ютантів високопосадовців, гінців. Під час битв вони стежили за обстановкою на полі бою. Їхні коні були одягнуті у кінські обладунки.

### Військо сераткули
Утримувалось на кошти провінційної влади та підпорядковувалось їй. Це військо збиралось тільки на час необхідності, під час бойових дій видавалась платня. До піхоти сераткули входили азаби, ісарели, сеймени, лагумджі й мюселлеми. Кавалерію складали джюнджюли, бесли й дели.
Азаби чи азеби були селянським ополченням. Це військо складалось із кількох корпусів, кожен з яких складали представники тієї чи іншої провінції. Вони були доволі добре озброєними, в тому числі, могли використовувати ручну вогнепальну зброю.
Ісарели служили у прикордонних містах та обслуговували гармати.
Сеймени формувались із селян у разі нагальної потреби. Кожним корпусом командував паша даної провінції. За час служби отримували платню. Як правило, були погано озброєними й ненавченими.
Лагумджі формувались, головним чином, із християн. Вони робили підкопи під час облоги міст.
Мюселлеми також формувались із християн, до їх завдань входили інженерно-дорожні роботи й риття траншей.
Джюнджюли — кіннота, яка формувалась із місцевого населення з метою охорони прикордонних міст.
Бесли формувались із найкращих вершників з метою здійснення набігів на територію противника.
Дели збирались на час війни з усіх бажаючих.

### Військо топракли
Було феодальною кіннотою тімарли сіпахи, сформованою на базі військово-ленної системи, що склалась у XIV–XV століттях. Тімаріоти та заїми, які складали цю кінноту, за службу отримували лени (земельні наділи) — тімари та більш великі зеамети. Під час мобілізації вони мали приходити з кінними бойовими слугами (від 1 до 4), озброєними шаблями та стрілами, які називались джебелю. Лени передавались у спадок, коли син тімаріота чи заїма був придатний до несення служби. Загальна чисельність топракли у XVI–XVII століттях сягала 200 тисяч чоловік, у XVIII столітті знизилась до 150 тисяч.

### Кавалерія васальних провінцій, що сплачують данину
Її складали кримські татари, а також жителі Молдавії, Валахії та Трансільванії.

## Перша половина XIX століття

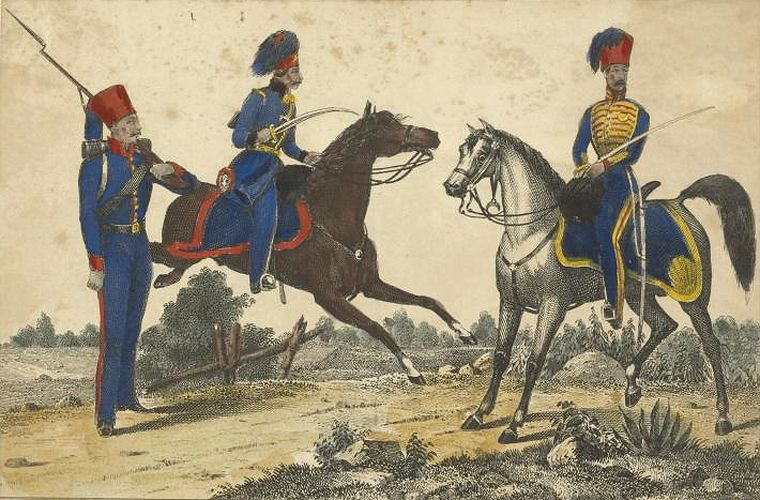
Османська кавалерія у 1839–1840 роках

Війни XVIII століття, особливо російсько-турецька війна 1768—1774 років показали недостатню боєздатність османської армії та необхідність її реформування. Першим почав перетворення Селім III. Він створив нову армію — нізам-і-джедід, та здійснив низку реформ, однак яничарське повстання змусило його 1807 року відмовитись від модернізації. Цю ідею продовжив Махмуд II. 1826 року він організував нове військо ешкенджі з 8000 солдат і знищив яничарський корпус. Згодом він продовжив реорганізацію армії за допомогою європейських військових спеціалістів. Главою армії вважався великий візир (фактично командувачем був султан), столичними загонами командував сераскир, провінційними — паші. До 1836 року чисельність османських регулярних військ сягнула 72—75 тисяч чоловік, а загальна чисельність сухопутних військ — 274 599 чоловік.

### Регулярна піхота
1827 року чисельність регулярної піхоти не перевищувала 40 тисяч чоловік. Вона поділялась на полки, кожен полк — на 3 батальйони, кожен батальйон — на 8 рот. Піхоту навчали французькі й австрійські офіцери. До 1836 року її структура була дещо змінена. Гвардійська піхота складала дивізію, що поділялась на 4 полки, 16 батальйонів, 64 роти (12 800 чоловік). Гвардійські стрільці складали 1 батальйон з 4 рот. Армійська піхота поділялась на 20 полків (47 000 чоловік). Солдати були озброєні кременевими рушницями з багнетами, шаблями.

### Регулярна кавалерія
Формування регулярної кавалерії почалось із 1826 року за зразком наполеонівської. До 1828 року було сформовано 4 полки (булуки) по 600 чоловік (642 з офіцерами), які поділялись на ескадрони. 1836 року у гвардійській кавалерії числилось 2200 коней, в армійській — 1399. Вершник був озброєний списом за зразком російських уланів, шаблею австрійського зразку, карабіном.

### Артилерія
Артилерія поділялась на гвардійську та армійську, пішу й кінну, польову та фортечну.
Існували також інженерні війська, до яких належав мінерний загін, до завдань якого входив ремонт укріплень.

### Іррегулярні війська
Заїмів і тімаріотів було 50—60 тисяч кавалерії і 120 тисяч піхоти. У 1830-х роках військово-ленна система була ліквідована.
Сіпахи поділялись на 8 полків і 32 ескадрони, їх чисельність — 12 тисяч.
Селікадери були феодальною кіннотою чисельністю 15 тисяч чоловік.
З 1834 року було створено пішу й кінну міліцію (редіф мансуре), яка набиралась із добровольців чи по особі з 40—50 будинків, яких навчали 1 раз на тиждень. 1836 року було сформовано 41 батальйон по 1400 чоловік.
Поселені війська — жителі дунайських фортець, які утворювали військо сераткули. Їхня чисельність сягала 26 200 чоловік.

## Нова військова система

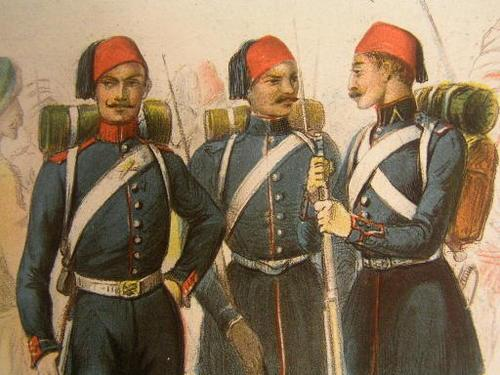
Османські солдати 1854 року

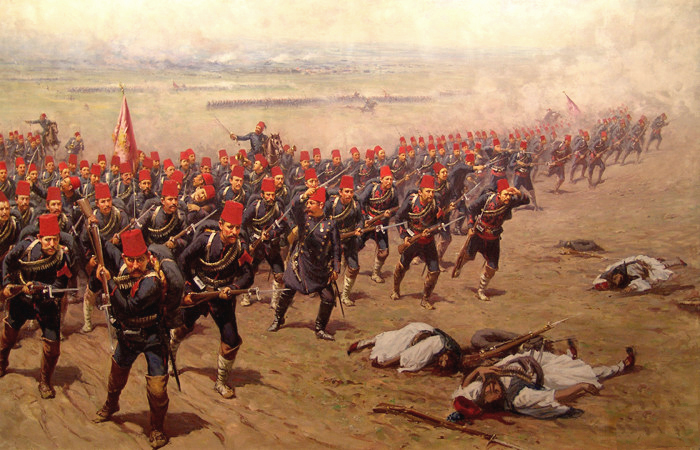
Османська піхота у війні 1897 року

Остаточно нова військова система була затверджена за султана Абдул-Меджида указом 1839 року, а пізніше — положеннями 1843 й 1877 років. Сухопутні сили поділялись на постійну армію, міліцію та іррегулярні війська, допоміжні війська васальних володінь.
1849 року чисельність османської армії оцінюється в 120–150 тисяч чоловік, у 1854–1868 роках вона коливалась від 100–150 тисяч у мирний час до 300 тисяч у військовий. До 1870 року на чинній службі перебувало 210 тисяч рекрутів, а на резервній — 490 тисяч. У жовтні 1912 року чисельність османської армії сягала 350 тисяч чоловік. 1913 року вона опинилась під контролем Німеччини. Під час Першої світової війни Османська імперія була зруйнована, а 1923 року була проголошена Турецька республіка й були сформовані збройні сили Туреччини.

### Постійна армія
Поділялась на чинну (нізам) і резервну (редіф). Османська імперія була розділена на 6 округів, в кожному із них був армійський корпус. Шляхом рекрутської повинності набирались солдати з мусульманського населення у віці 20—25 років. Термін служби — 12 років, 5 у чинній армії та 7 у резерві. Щороку набирали до 25 тисяч рекрутів. У піхоті й кавалерії були запроваджені правила за французьким зразком.
У піхоті 10 рядових складали капральство (командир — капрал), 2 капральства — відділення (сержант), 2 відділення — взвод (поручик), 2 взводи — роту (капітан), 8 рот — батальйон (командир батальйону), 4 батальйони — полк (полковник чи підполковник).
Кожен кавалерійський полк поділявся на 6 ескадронів. Два флангових ескадрони були озброєні карабінами, а пізніше — штуцерами, а 4 середніх — списами. Кожен ескадрон поділявся на 4 взводи.
Артилерія поділялась на польову, берегову й фортечну. Її було організовано за прусським зразком. На озброєнні стояли різні гармати — від старовинних мідних до сучасних нарізних гармат.
Резерв складався із солдат, які відслужили в чинній армії. Вони повертались додому й рахувались у відпустці, а раз на тиждень мали прибувати на збори.

### Іррегулярні війська
Ополчення почали формувати з добровольців — баши-бузуків. Їхній збір організовували генерал-губернатори.

### Допоміжні війська
Їх виставляли ті провінції, які поки не були обкладені рекрутською повинністью — Боснія, Герцеговина, Єгипет.

## Флот

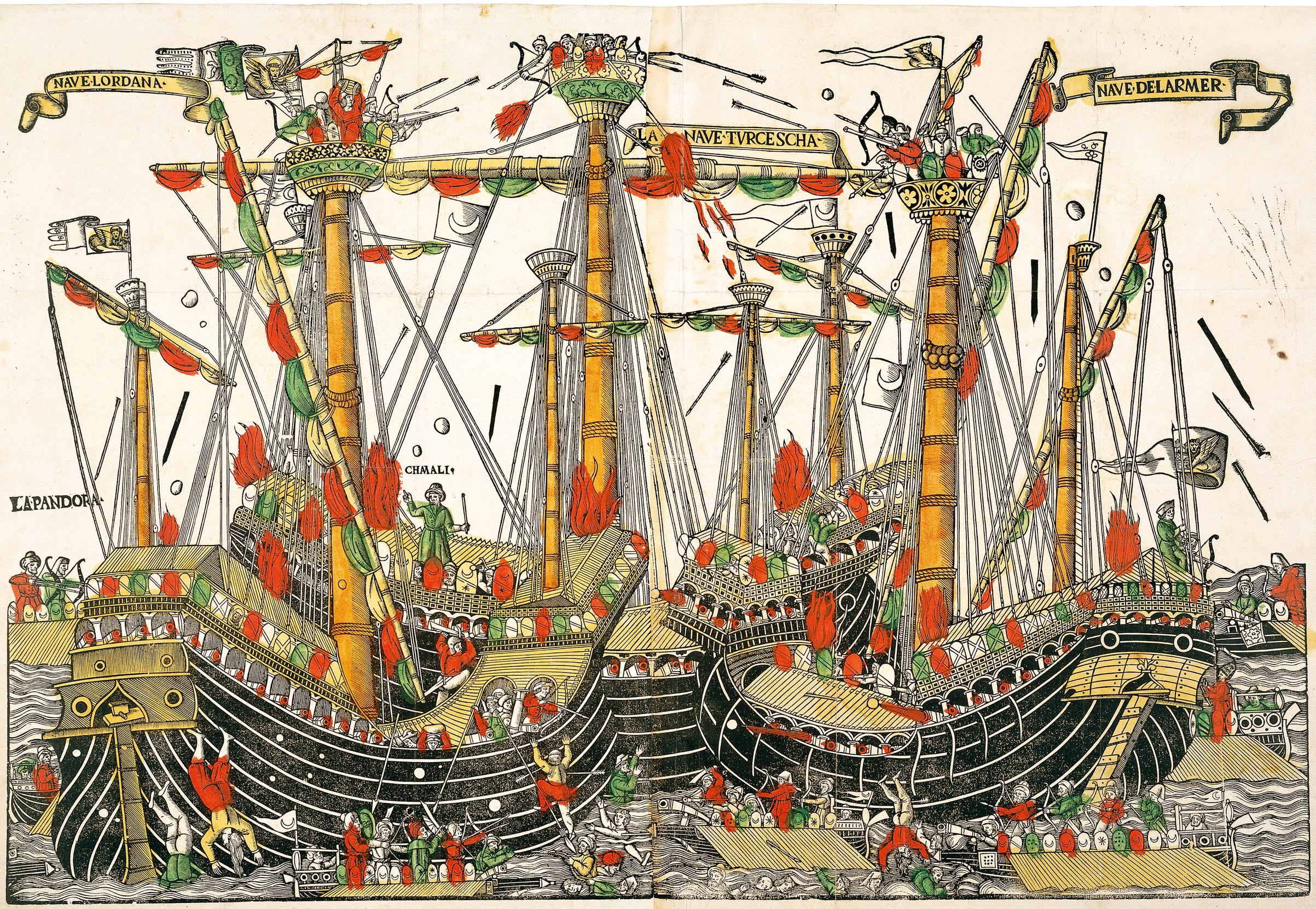
Битва при Дзонкйо, 1499 рік

Первинно османський флот розвивався під візантійським, а потім — і європейським впливом. Перша османська морська операція — захоплення острова Імралі — відбулась 1308 року. З другої чверті XV століття на кораблі почали встановлювати вогнепальні гармати. Активне будівництво флоту розпочав Мурат II, до 1470 року він склав 90 галер, а за кілька років сягнув 500 різних суден. У XVII столітті османський флот складався з алжирської, єгипетської та егейської ескадр, пізніше відділення Алжиру й Тунісу його послабило. Флотом командував Капудан-паша. До кінця XVIII століття будівництво кораблів довелось замовляти в Європі. Флот було розділено на ескадри, якими командували дер'я-беї.

## Авіація
Османський уряд зацікавився авіацією 1909 року, коли бельгійський льотчик здійснив у Стамбулі показовий політ. 1911 року була заснована Авіаційна комісія, відкрита льотна школа у Єшилькей (пізніше там було засновано міжнародний аеропорт). 1912 року до імперії повернулись два перших османських льотчика, які пройшли навчання у Франції. 27 квітня вони здійснили перший політ над Стамбулом. У березні 1912 року у Франції були закуплені літаки SPAD і Blériot XI, а 3 липня закладена «Повітряна академія». До кінця 1912 року на озброєнні османської армії перебувало 15 літаків. Вони взяли участь у Першій Балканській війні, де використовувались для ведення розвідки. До 1916 року османські ВПС мали 90 літаків різних марок, частина з них була передана Османській імперії Німеччиною. Османська авіація брала участь у Першій світовій війні.

## Озброєння

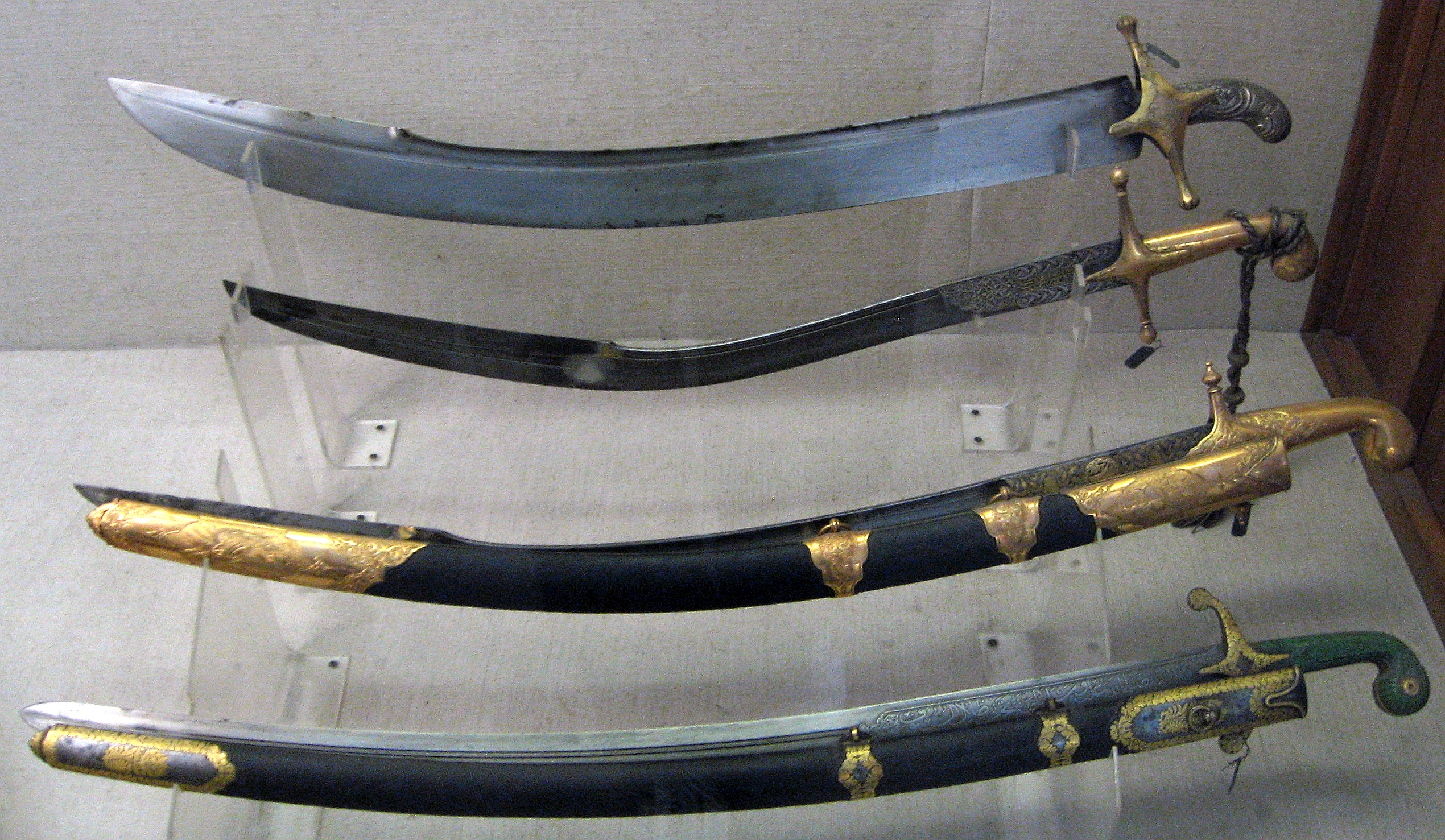
Османські шаблі

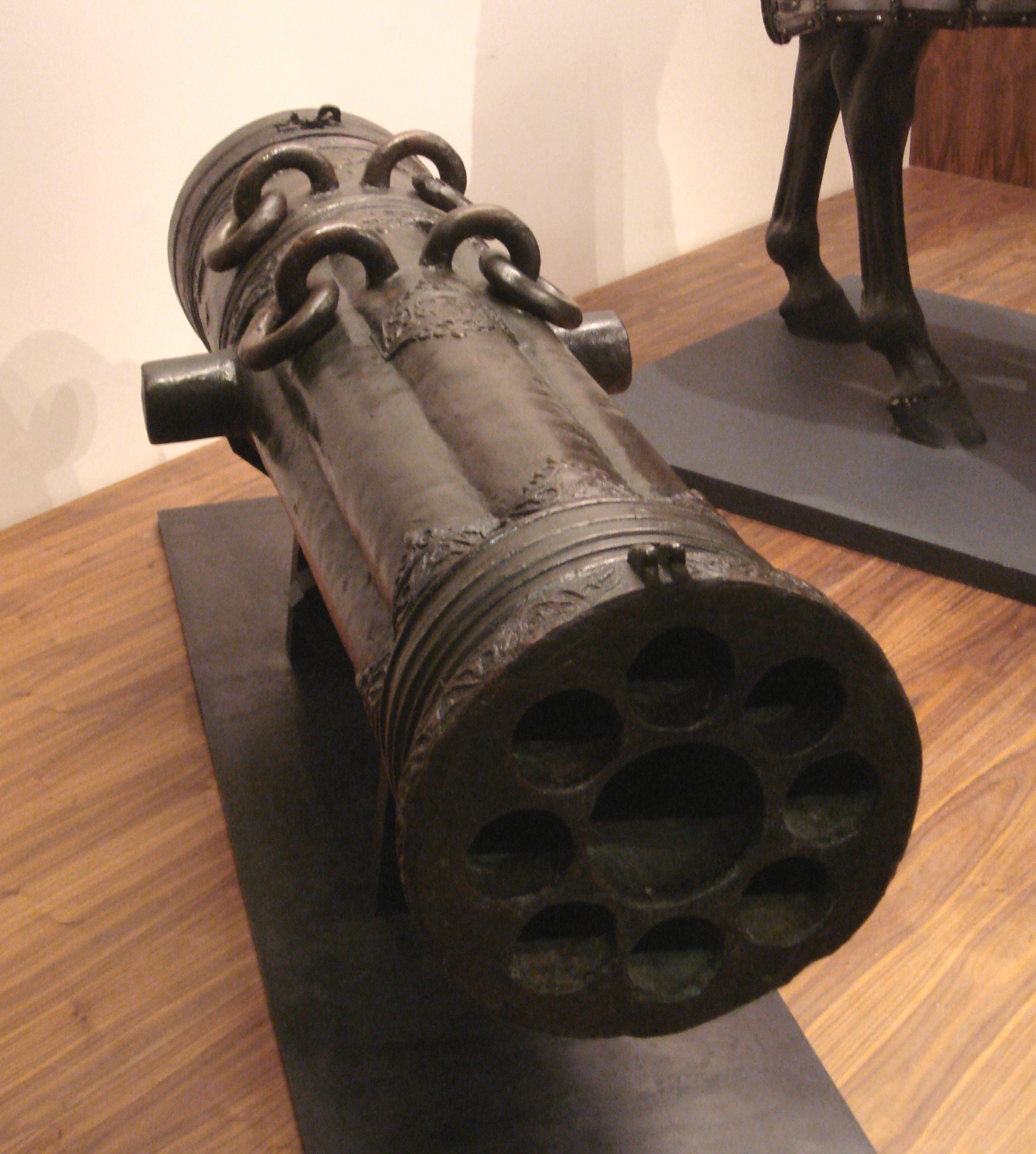
Османська багатоствольна гармата XVI століття

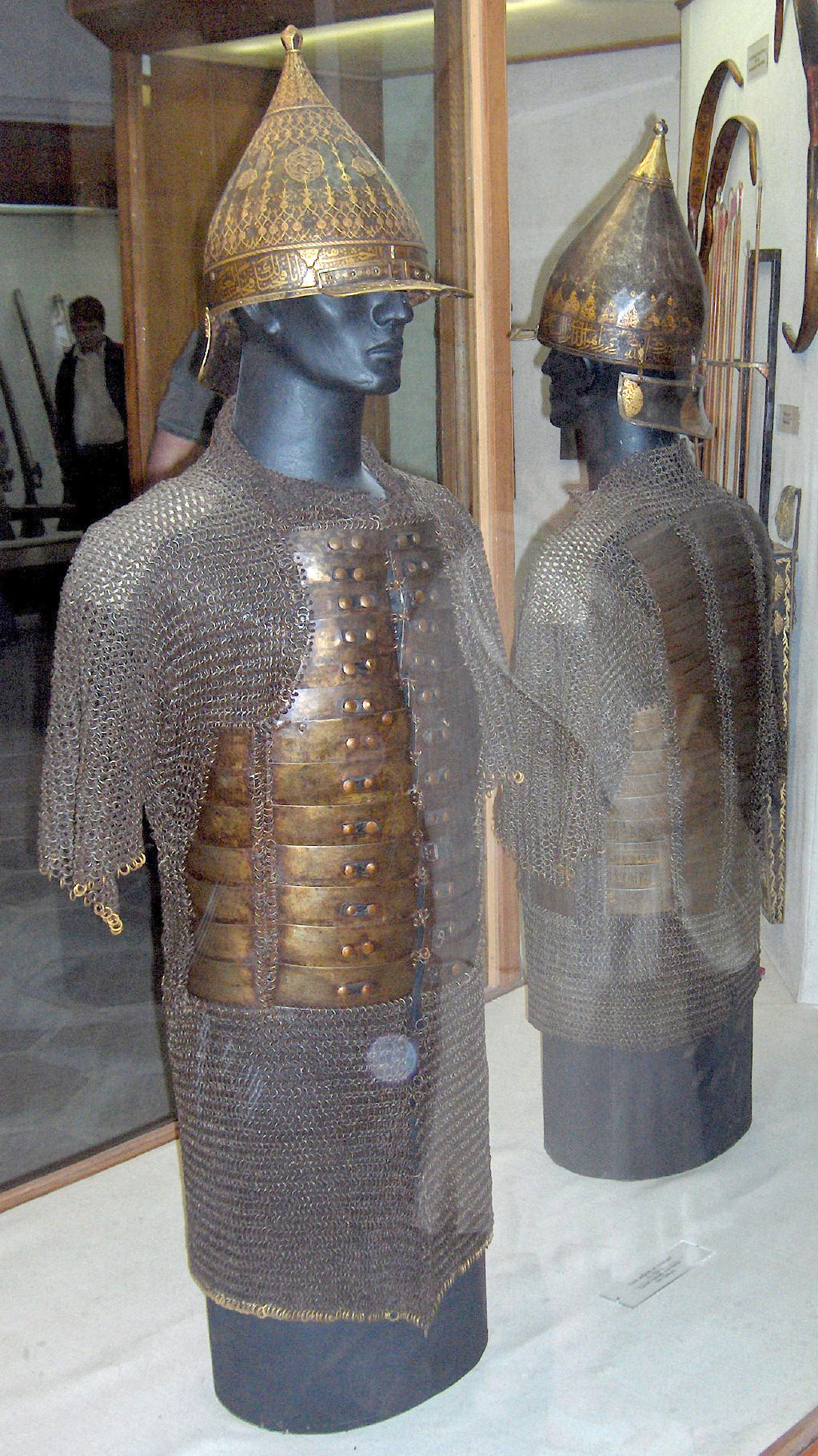
Османські юшмани й шоломи

### Холодна зброя
Основним довголезовою зброєю, яка використовувалась в Османській імперії, була шабля. Типові османські шабли — кіличі, доволі масивні, з єлманню. З XVII століття, окрім кіличів, відомі шаблі типів гаддаре й аджем-кліх. З XVIII століття продовжували використовуватись шаблі кілич місцевого типу й шамшир іранського типу, а також атеш-килич — шамшири із хвилястим («полум'яним») клинком. З другої чверті XIX століття в османській армії поширились стройові шаблі, в тому числі — європейського зразку.
У XVI–XVII століттях булли в обороті палаші, а у XIX на флоті застосовувались морські палаші європейського типу. У XVII столітті відзначається використання кончарів.
Ятаган з'явився, імовірно, у XVI столітті, але широкого використання набув тільки з другої половини XVIII століття.
Як додаткова клинкова зброя широко використовувались ножі (бічак) та кинджали (ханджар). Зокрема, найбільш ранніми типами є ножі ятаганного типу й парадні кинджали з короткими, трохи вигнутими клинками.
Списи були зброєю кінноти, вони обладнувались різними кінцями, що фіксувались на древках довжиною 1,5—4 м. Списи в османській армії зберігались до XIX століття.
У XVI–XVII століттях застосовувались сокири османського, перського й мамлюкського типів. Османські сокири балта — бородоподібні. Сокири іранського типу — з масивним обухом, нешироким згладженим лезом і прямим верхнім краєм. Сокири тебер — сокири, що мали мамлюкське походження. Різні сокири у різні часи використовувались і в піхоті, і в кінноті, і на флоті.
Булави були зі сферичною чи грушоподібною залізною верхівкою. Верхівки перначів і шестоперів — із бронзи чи заліза. Використовувались вони, переважно, у кінноті. До XVII століття булави й перначі значною мірою втратили бойове й набули церемоніального значення, тому нерідко виконуються з коштовних металів і багато прикрашаються.
У кінноті використовувались також клевці й чекани.
Найважливішою зброєю кінноти до кінця XVI–XVII, а до середини XV–XVI століть — також і піхоти були складені луки османського типу. Лук і стріли носились у комплекті — саадаку.
Метальною зброєю служили дротики — джиріди.

### Вогнепальна зброя
Вогнепальна зброя в Османській імперії з'явилась наприкінці XIV століття, за Мурада I, а ручна вогнепальна зброя — в середині XV століття. За Сулеймана I (1520–1566) в Османській імперії було вже близько 300 різних гармат. Ручна вогнепальна зброя первинно використовувалась допоміжними загонами, що складались із християн, а у XVI столітті вона поширилась серед яничар і витіснила у них луки. У XVII столітті широкого поширення і в яничар, и в кінноті набули пістолети.

### Захисне озброєння
Основним обладунком була кольчуга, до різновидів якої належали кольчужний панцир і байдана. Широко застосовувався кільчасто-пластинчатий обладунок — бехтерці та юшмани. Використовувались зерцала, пластини яких нерідко між собою з'єднувались за допомогою кольчужного полотна.
У XV—XVII століттях широко застосовувались шоломи — шишаки з напівсферичними тульями і «шишаки» з тульями сферо конічної форми. Застосовувались також тюрбанні шоломи, легкі мисюрки.
Для захисту рук використовувались поручі, ніг — бутурлики, бехтерні настегенники з наколінниками.
Основним типом щитів був калкан.